# Rozivka (huyện)
Huyện Rozivka (tiếng Ukraina: Розівський район, chuyển tự: Rozivkas’kyi raion) là một huyện của tỉnh Zaporizhia thuộc Ukraina. Huyện Rozivka có diện tích 610 kilômét vuông, dân số theo điều tra dân số ngày 5 tháng 12 năm 2001 là 11944 người với mật độ 20 người/km2. Trung tâm huyện nằm ở Rozivka.